# El héroe chino (Sacchini)
El héroe chino (título original en italiano, L’eroe cinese) es una ópera en tres actos del compositor italiano Antonio Sacchini (Florencia, 1730 – París, 1786) y libreto en italiano de Pietro Metastasio, cuyo estreno tuvo lugar en el Teatro de Cuvilliés del Palacio de la Residencia de Múnich el 27 de abril de 1770. 

## Libreto
La fuente a la que acudió Metastasio para escribir el libreto fue el drama del chino Hi-Him Siang "L'orphelin de la maison", traducido por el misionero jesuita francés Joseph de Prémare. 

El libreto es el vigésimo tercero de la producción de Metastasio, estando comprendido entre Il re pastore  (1751) y  Nitteti (1756).

## Personajes
| Personaje                                        | Tesitura    | Reparto el 27 de abril de 1770 Director: Antonio Sacchini |
| ------------------------------------------------ | ----------- | --------------------------------------------------------- |
| Leango, regente del imperio chino.               | contratenor | ¿?                                                        |
| Siveno, falso hijo de Leango, amante de Lusinga. | sopranista  | Venanzio Rauzzini                                         |
| Lusinga, princesa tártara, prisionera en China.  | contralto   | ¿?                                                        |
| Ulania, hermana de Lusinga.                      | contralto   | ¿?                                                        |
| Minteo, mandarín, amante de Ulania.              | sopranista  | ¿?                                                        |

## Argumento

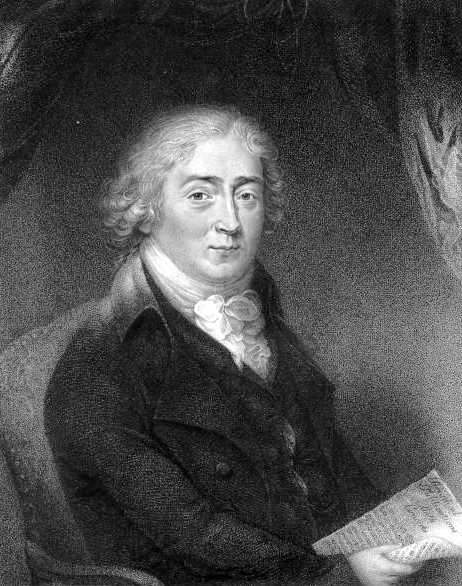
El compositor y cantante Venanzio Rauzzini Grabado de Robert Hancock sobre un retrato de Joseph Hutchison

En todo el vasto imperio chino, al cabo de tantos y tantos siglos, aún es célebre -incluso en nuestros días- la heroica fidelidad del antiguo Leango, cuyo nombre histórico era Tchao-kong. 

A causa de una sublevación popular, Leango salvó al emperador Livanio, su señor, acompañándolo al destierro. Para preservar la vida del pequeño Svenvango, único resto de la masacrada familia imperial, ofreció Leango, en encomiable artimaña ante las inhumanas búsquedas de los levantados, en lugar del real infante, al propio hijo todavía niño, artificiosamente envuelto en las regias gasas; y soportó, a pesar de sus propias e insoportables ternuras paternas, verlo traspasar (atravesar) por el acero ante sus ojos, sin traicionar el secreto.

## Influencia
Metastasio tuvo gran influencia sobre los compositores de ópera desde principios del siglo XVIII a comienzos del siglo XIX. Los teatros de más renombre representaron en este período obras del ilustre italiano, y los compositores musicalizaron los libretos que el público esperaba ansioso. L’eroe cinese fue utilizada por casi una veintena de compositores para componer otras tantas óperas de las que ninguna de ellas ha sobrevivido al paso del tiempo.